# Uniti per sempre
Uniti per sempre (The Skeleton Twins) è un film indipendente del 2014 diretto da Craig Johnson. Ha come protagonisti Kristen Wiig e Bill Hader.

## Trama
Due gemelli, Maggie e Milo, che vivono sui lati opposti del paese, non si parlano da dieci anni. Un giorno, Maggie è in bagno, si versa in una mano un intero contenitore di medicine e sta per inghiottirle, quando riceve una telefonata da un medico d'ospedale, che la avvisa che suo fratello Milo è stato ricoverato d'urgenza perché ha tentato di suicidarsi. Maggie corre a prenderlo e gli offre di rimanere a casa sua per qualche settimana. 
La convivenza li porta a ripercorrere le loro vite e le ragioni per cui non si erano più parlati. Maggie ha una relazione clandestina con il suo istruttore di nuoto e prende la pillola anticoncezionale di nascosto dal marito, al quale invece ha sempre detto di volere dei figli. Milo cerca di ritrovare il suo ex insegnante di letteratura, con cui aveva avuto una "avventura" all'età di 15 anni, ma è profondamente deluso dal loro incontro. Ancora pieno di rabbia verso Maggie, che all'epoca aveva denunciato l'insegnante di inglese, rompe il fragile equilibrio di coppia della sorella. Quando tutto sta per volgere al peggio, Milo e Maggie capiscono che potranno uscirne solo contando l'uno sull'altra.

## Riconoscimenti
- 2015 - MTV Movie Awards[1][2]
  - Nomination - Miglior momento musicale a Bill Hader e Kristen Wiig